# Güteschalter
Ein Güteschalter, auch Q-Switch, ist ein optisches Bauelement für Pulslaser, mit dem schlagartig Lasertätigkeit zugelassen werden kann. Im Vergleich zu bloßer gepulster Anregung werden durch Einbau eines Güteschalters in den Resonator die Pulse verzögert, kürzer und erreichen höhere Spitzenleistungen (Gigawatt-Bereich). Aktive Güteschalter haben zudem geringeren Jitter.
Im Vergleich zur Modenkopplung werden zwar nicht so kurze Pulse und geringere Wiederholraten, dafür aber höhere Gesamtpulsenergien erreicht.
Das Konzept wurde erstmals 1962 von Robert Hellwarth und F. J. McClung demonstriert. Sie entwickelten damals an den Hughes Research Laboratories, an denen Theodore Maiman zwei Jahre vorher seinen Rubinlaser entwickelt hatte, eine Methode, den Laser für Abstandsmessungen zu verwenden, wozu eine bessere Pulsform und -abfolge als beim ursprünglichen von Blitzlichtlampen gepumpten Rubinlaser nötig war.

## Funktionsweise

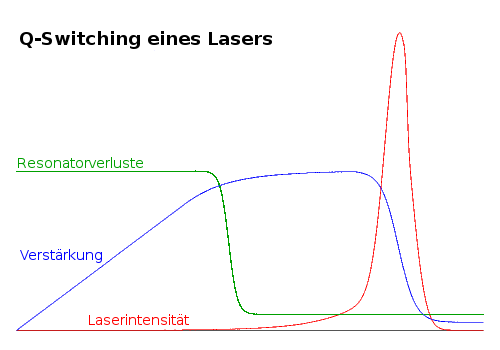
Schematischer zeitlicher Verlauf

Die Funktionsweise lässt sich anhand des zeitlichen Verlaufs des Energieinhalts des Lasermediums und der optischen Intensität im Resonator erklären, siehe Bild rechts. Durch optisches Pumpen steigen Besetzungsinversion und Verstärkung an. Ohne die durch den Güteschalter bewirkten Verluste würde bald die Laserschwelle erreicht, ab der die Verstärkung die Verluste übersteigt. Lasertätigkeit würde einsetzen und den weiteren Anstieg des Energieinhalts begrenzen.
Der Güteschalter dagegen erzeugt zunächst hohe Resonatorverluste (geringe Güte des Resonators), sodass das vom Medium ausgehende Licht nicht im Resonator verbleibt. Es wird zwar eine Besetzungsinversion im Material erreicht, diese kann jedoch aufgrund der niedrigen Güte des Resonators nicht abgebaut werden. Dies bewirkt, dass sich die im Lasermedium gespeicherte Energie bis zum Maximum steigert. In diesem Zustand maximaler Verstärkung wird schlagartig die Resonatorgüte erhöht. Der Resonator hat nun eine hohe Güte, Strahlung wird am Endspiegel des Resonators reflektiert und läuft somit zurück zum aktiven Medium. Es folgt eine Kettenreaktion mit exponentiellem Anstieg der Photonenzahl und damit der Intensität, bis der damit verbundene Abbau der Besetzungsinversion spürbar wird. Während die Inversion unter die Laserschwelle fällt, durchläuft die Intensität ein scharfes Maximum und klingt danach rasch aus. Auf diese Weise können Pulsdauern im Bereich von Nanosekunden erzielt werden.
Technisch kann dieses Grundprinzip als aktive oder passive Güteschaltung umgesetzt werden.

### Aktive Güteschalter
Ein aktiver Güteschalter verändert die Resonatorgüte auf ein externes Signal hin. Das kann auf unterschiedliche Arten realisiert werden. Etwa mechanisch mit einem rotierenden Spiegel oder einer bewegten Blende (etwa in Form eines chopper wheel). Solche Vorrichtungen sind aber für Güteschalter verhältnismäßig langsam und reagieren nur träge auf Steuereingaben. Daher werden meist zwei andere Arten von aktiven Güteschaltern eingesetzt: zum einen elektrooptische Bauelemente, wie elektrooptischer Modulator, Pockels-Zelle oder Kerr-Zelle, zum andern akustooptische Modulatoren.
Im Fall der akustooptischen Güteschalter wird an dem akustooptischen Modulator ein Teil des einfallenden Laserlichts aus dem Resonator gebeugt. Dieser Anteil ist also als Resonatorverlust anzusehen, die Güte ist niedrig. Um zu schalten, ändert man die Modulationsfrequenz so, dass der Strahl im Resonator verbleibt. Die Verluste am akustooptischen Modulator verschwinden und die Güte wird hoch. Ein nützlicher Nebeneffekt einer solchen Anordnung ist, dass der aus dem Resonator gebeugte Strahl zu verschiedensten Zwecken aufgefangen werden kann. Nachteil ist die, vor allem bei großen Strahlquerschnitten, notwendige Kühlung des Modulators. Außerdem sind mit elektrooptischen Effekten noch kürzere Schaltzeiten möglich. Hierzu werden Dünnfilm-Polarisatoren zusammen mit einer der genannten Zellen in den Resonator gebracht. Abhängig vom Winkel zwischen den Polarisationsrichtungen der Polarisatoren wird ein mehr oder weniger großer Teil der einfallenden Intensität aus dem Resonator entfernt. Wird die richtige Spannung an die Pockels-(bzw. Kerr-) Zelle angelegt, verhält sich diese wie ein λ/2-Plättchen und dreht die Polarisation so, dass den Resonator an den Polarisatoren keine Intensität mehr verlässt. Die Resonatorgüte wird hoch.

### Passive Güteschalter
Passive Güteschalter reagieren letztlich auf die steigende Verstärkung im Lasermedium. Denn mit steigender Besetzungsinversion steigt auch die Grundintensität des durch Spontanemission im Resonator erzeugten Lichts.  Passive Güteschalter werden meist durch sättigbare Absorber realisiert. Die Pulsfrequenz kann hierbei nur indirekt, z. B. mittels Variation von Pumpleistung oder Quantität des Absorbermaterials, beeinflusst werden.